# مربای شیرین (کتاب)
مربای شیرین از آثار داستانی هوشنگ مرادی کرمانی است که نخستین بار در سال ۱۳۷۷ چاپ و منتشر شد و تا کنون به چاپ بیست و سوم رسیده‌است. این کتاب برگزیده ی سال ۱۹۹۹ میلادی از سوی کتابخانه بین المللی مونیخ آلمان است.

## اقتباس سینمایی
از روی این کتاب فیلمنامه ای هم به همین نام (مربای شیرین) توسط فرهاد توحیدی نوشته شده‌است و فیلم آن با کارگردانی خانم مرضیه برومند در سال ۱۳۸۰ ساخته شده‌است.

## خلاصه داستان
جلال نوجوان، هر چه سعی می‌کند نمی‌تواند در شیشه مربا را باز کند، از مادر، همسایه، دوستان، معلمان و بقال محله کمک می‌طلبد اما هیچ‌کس قادر به باز کردن آن نیست و سرانجام مشخص می‌شود تمام شیشه‌های کارخانه مرباسازی همین شکل را دارند. جلال که از برخورد توهین‌آمیز عوامل کارخانه ناراحت است، با کمک یک دوره گرد نان خشک جمع کن از آن‌ها شکایت می‌کند، ولی مسئولان کارخانه به جای رفع مشکل، مسابقه‌ای با موضوع باز کردن در شیشه مربا برگزار می‌کنند. این تمهید فریب کارانه باعث فروش بالای مرباها می‌شود، اما جلال با شرکت در یکی از مسابقه‌ها به افشاگری علیه کارخانه می‌پردازد و مدیران آن را به اتلاف سرمایه ملی متهم می‌کند. این مسئله باعث هشیاری و اعتراض عمومی می‌شود و کارخانه هم در اثر شکایت جلال در آستانه تعطیلی قرار می‌گیرد، ولی مسئولان کارخانه با تطمیع و رشوه دوباره فعالیت خود را از سر می‌گیرند و با طراحی شیشه‌های جدید به عرضه محصولاتشان می‌پردازند. در پایان جلال و دوستانش به کارخانه می‌روند و از مدیر آن می‌خواهند که از آن‌ها عذرخواهی کند.